# Leucochrysa hybrida
Leucochrysa hybrida är en insektsart som först beskrevs av Jules Pièrre Rambur 1842.  Leucochrysa hybrida ingår i släktet Leucochrysa och familjen guldögonsländor. Inga underarter finns listade i Catalogue of Life.